# Payoneer
Payoneer — платёжная система, предоставляющая финансовые услуги и денежные онлайн-переводы. Payoneer является зарегистрированным провайдером MasterCard (Member Service Provider) по всему миру. Штаб-квартира компании находится в Нью-Йорке.

## История
Компания Payoneer основана в 2005 году. Благодаря венчурному капиталу, эта компания получила развитие и стала прибыльной, войдя в топ-100 наиболее быстро развивающихся компаний в сфере финансовых услуг в рейтинге Inc. 5000. В шести офисах компании, расположенных в разных частях мира, по данным на 2015—2016 годы, работало более 600 человек.

## Сфера деятельности и услуги
Payoneer соединяет предпринимателей, маркетплейсы и фрилансеров, предоставляя международные денежные переводы, онлайн-платежи, а также пополняемые дебетовые карты. Компания позволяет своим клиентам выйти на новые рынки, получая платежи без открытия счетов в банках регионов продаж. Пользователи Payoneer имеют возможность получать средства на свой счёт в местном банке или электронный кошелёк, а также через предоплаченную дебетовую карту MasterCard, которая может быть использована в банкоматах или в точке продажи.

## Блокировки в России
В 2015 году сервис прекратил работу в Крыму. Его крымские клиенты получили уведомления с предложением израсходовать имеющиеся на счетах деньги, так как с 1 февраля доступ к ним будет заблокирован (доступ для жителей Крыма прекратили также PayPal, Visa и Mastercard). С 27 мая 2020 года Payoneer также остановила работу с картами пользователей из России.

## Эмиссия карт
Платежная система начала самостоятельно выпускать карты Prepaid Mastercard после скандала с махинациями компании Wirecard (бывший производитель карт для Payoneer), переведя все средства клиентов и истории операций из Wirecard Card Solutions в систему компании Payoneer Europe Limited.

## Подготовка к выходу на биржу
Payoneer станет публичной компанией через слияние со SPAC. Сделка, которую планируют закрыть в первой половине 2021 года, оценивает финтех-стартап в $3,3 млрд.